# Bitwa o Buôn Ma Thuột
Bitwa o Buôn Ma Thuột – starcie zbrojne, które miało miejsce między 3 a 18 marca 1975 roku w trakcie wojny wietnamskiej. Bitwa doprowadziła do całkowitego zniszczenia strefy południowowietnamskiego II Korpusu Taktycznego. Starcie było częścią większej północnowietnamskiej ofensywy znanej jako Kampania 275, której celem było zdobycie Regionu Płaskowyżu Centralnego.

## Bitwa
W lutym 1975 roku wojska komunistycznego Wietnamu Północnego rozpoczęły marsz w kierunku miejscowości Buôn Ma Thuột, w której znajdował się garnizon wojsk południowowietnamskich. Pod miasto przybył generał Văn Tiến Dũng, który z miejsca rozpoczął przygotowania do natarcia. Pierwszym celem komunistów były posterunki oraz patrole w miejscowości Pleiku, gdzie znajdowała się Kwatera Główna II Regionu Wojskowego generała Phạm Văn Phú. 9 marca Dũng odciął drogę prowadzącą z Pleiku do Buôn Ma Thuột. Następnie rozpoczęto ostrzał artyleryjski tego drugiego miasta. Wojska północnowietnamskie, dysponujące siłami 25 000 ludzi, znacznie przeważały liczebnie nad obrońcami (2 200 ludzi z 23. Dywizji południowowietnamskiej).
Rankiem 10 marca przy wsparciu czołgów T-54 komuniści wdarli się na przedmieścia Buôn Ma Thuột, zdobywając m.in. znajdujące się tam składy amunicji oraz siedzibę dowództwa 23. Dywizji w północnej części miasta. W następnej kolejności wybuchły walki o lotnisko, gdzie obrońcom przy wsparciu samolotów udało się zniszczyć 5 czołgów północnowietnamskich. Na skutek katastrofalnej sytuacji obrońców, generał Phạm wysłał z Pleiku desant pododdziałów 44. pułku, który na śmigłowcach CH-46 wylądował na wschód od miasta. Do miasta skierowała się jednak tylko część wysłanych sił (piechota morska, komandosi i spadochroniarze) gdyż reszta rozbiegła się po terenie w poszukiwaniu własnych rodzin. Pomoc generała Phạm nie zmieniła sytuacji obrońców i ostatecznie dnia 11 marca miasto zostało zdobyte przez wojska północnowietnamskie. Niewielkie walki w poszczególnych miejscach oporu trwały jeszcze do 18 marca. Upadek Buôn Ma Thuột oznaczał przecięcie południowowietnamskich linii komunikacyjnych do Sajgonu.